# Torrechiva
Torrechiva település Spanyolországban, Castellón tartományban. Torrechiva Cirat, Espadilla, Fuentes de Ayódar, Ludiente és Toga községekkel határos. Lakosainak száma 127 fő (2024).

## Népesség
A település népessége az elmúlt években az alábbi módon változott:
| Lakosok száma | 78   | 98   | 98   | 91   | 102  | 75   | 75   | 81   | 93   | 127  |
|               | 2001 | 2004 | 2006 | 2009 | 2011 | 2014 | 2016 | 2019 | 2021 | 2024 |